# Punta di a Vacca Morta
La Punta di a Vacca Morta (en corse Punta lla Vacca Morta) est un sommet montagneux de 1 316 mètres d'altitude situé en Corse-du-Sud, près du village de Cartalavone (Cartalavonu, hameau de l'Ospedale sur la commune de Porto-Vecchio).

## Toponymie
Punta di a Vacca Morta, en corse, signifie littéralement « pointe de la vache morte ».
Le terme de massif de la Tasciana est également utilisé pour décrire la suite de sommets voisins moins élevés à l'ouest.

## Géographie

### Situation
La Punta di a Vacca Morta se dresse entre la forêt et le lac de l'Ospedale à l'est, la commune de Carbini au nord, la plaine de Porto-Vecchio au sud-est et la montagne de Cagna avec la vallée de l'Ortolo au sud-ouest.
La Punta di a Vacca Morta est située en jonction amont de trois bassins versants : l'Oso à l'est, l'Ortolo à l'ouest et le Rizzanese au nord. Elle délimite ainsi trois régions du Sud de la Corse : le Freto, la Rocca et l'Alta Rocca. Dominant les environs de l'Ospedale, ce sommet offre un panorama bien dégagé sur les rivages de la mer Tyrrhénienne et sur les principales montagnes du Sud de la Corse, ainsi que sur les reliefs du Nord de la Sardaigne.

### Hydrographie
Le fleuve Ortolo (Urtolu en corse) prend sa source sur la Punta di a Vacca Morta.

## Histoire
À quelques hectomètres de la Punta di a Vacca Morta, légèrement plus bas sur l’arête nord-ouest, se trouvent les ruines du Casteddu di l'Accintu.
La postérité et l'IGN ont retenu ce terme Accintu (dérivé de acinto, « enceinte » en italien) alors qu'il s'agissait plutôt, dans les termes italiens, de l'enceinte du « château » de la Tasciana, du nom de ce massif au-dessus d'Oronu et Carbini.
La superficie de l'édifice, assez bien conservé, est supérieure à 2 000 m2.
Ce Casteddu daterait de l'âge du bronze et la mention de cette enceinte dans un acte de la fin du XVIe siècle évoqué dans une transcription de 1827 ne doit pas nécessairement accréditer la présence d'un « château » médiéval au sens où nous l'entendons aujourd'hui.
Son emplacement est d'ailleurs atypique pour une place forte médiévale car même si l'isolement et l'altitude étaient dissuasifs, on note l'absence de réelles difficultés naturelles. Le panorama sur les vallées de l'Urtolu et du Rizzanese est si complet, des côtes jusqu'à l'Alcudina, qu'il en faisait, avec la voisine Punta di a Vacca Morta sur la plaine du Freto, un point de surveillance stratégique majeur dans l'Alta Rocca.

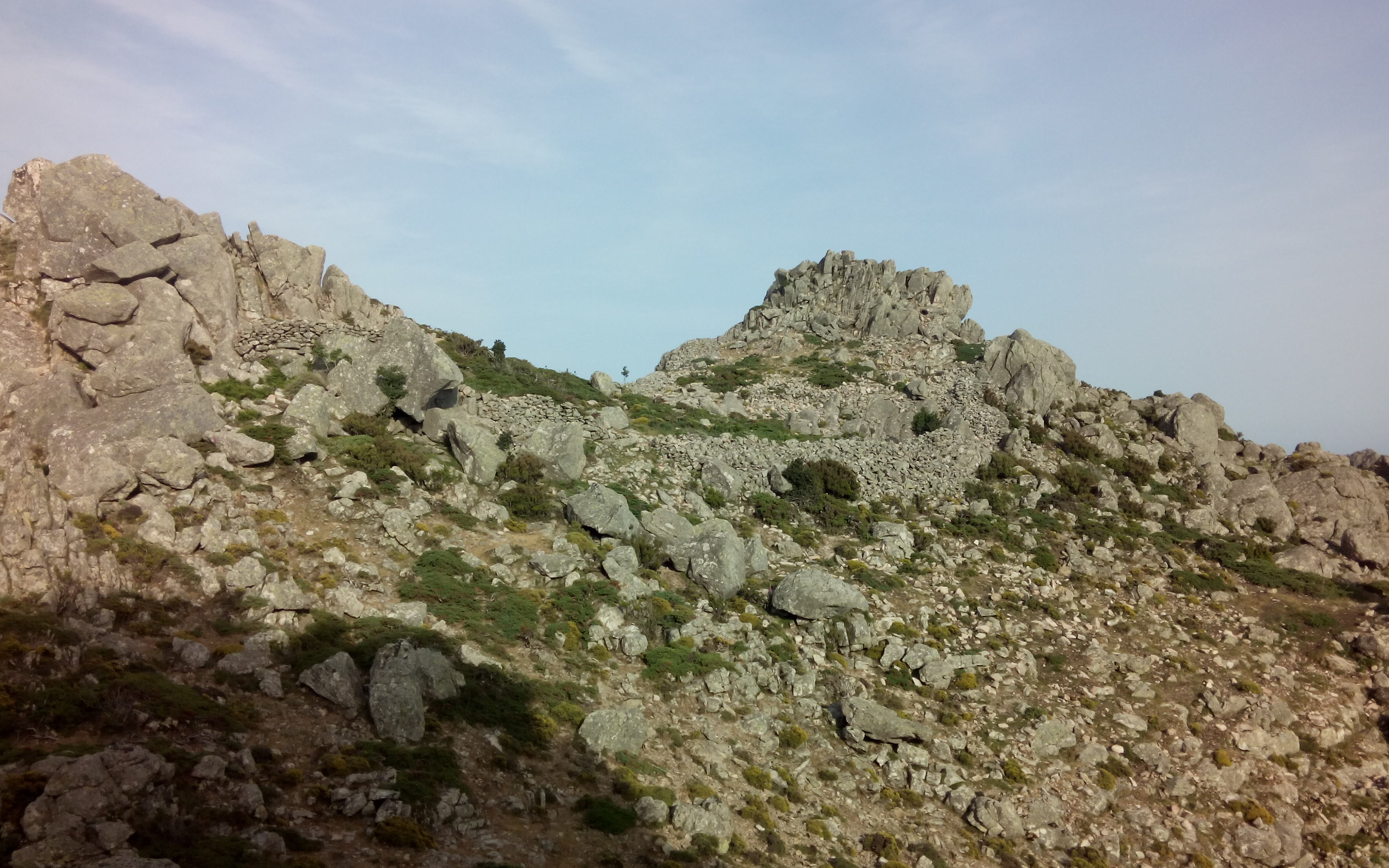
Vue générale de l'ouest
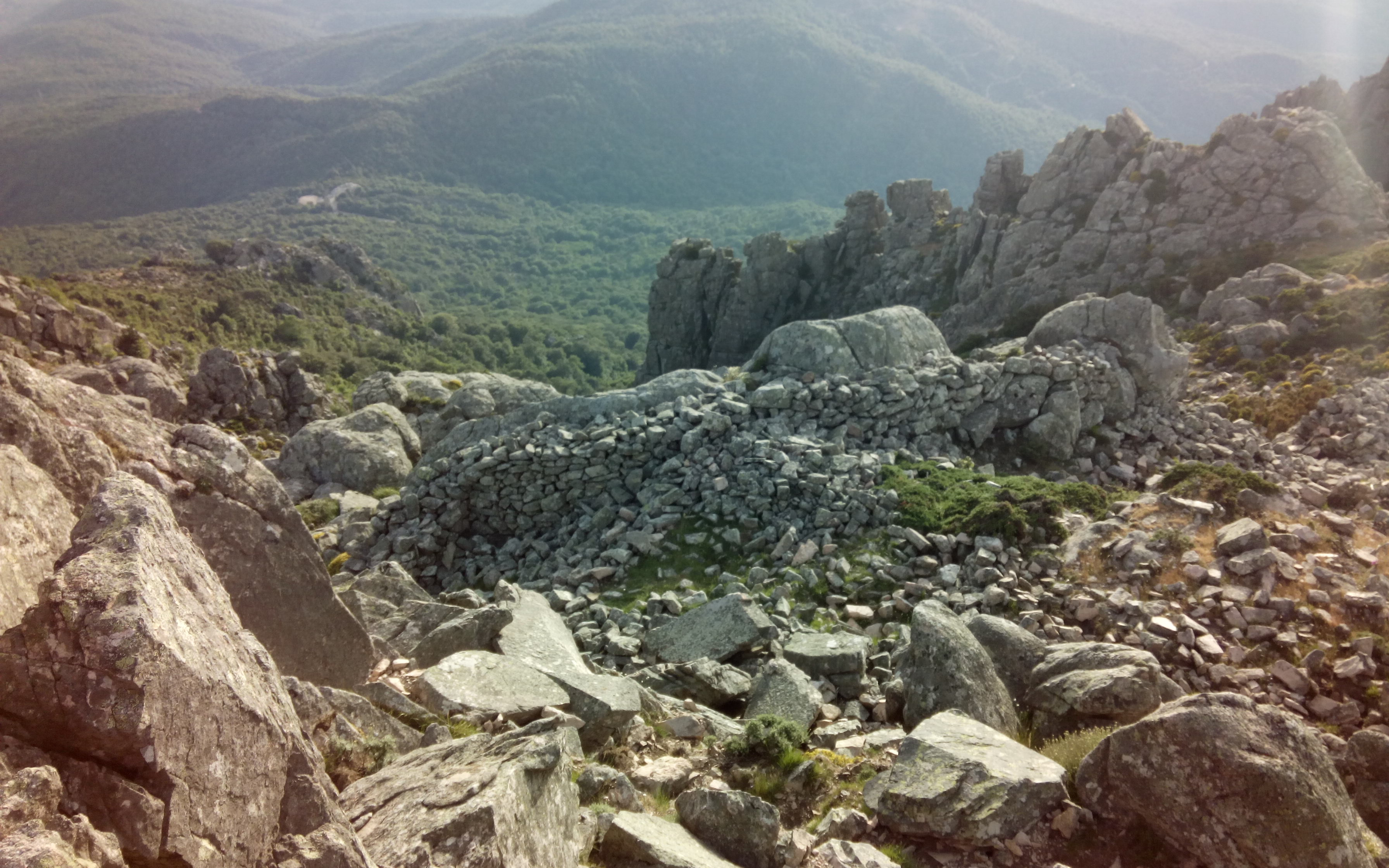
Murs sud
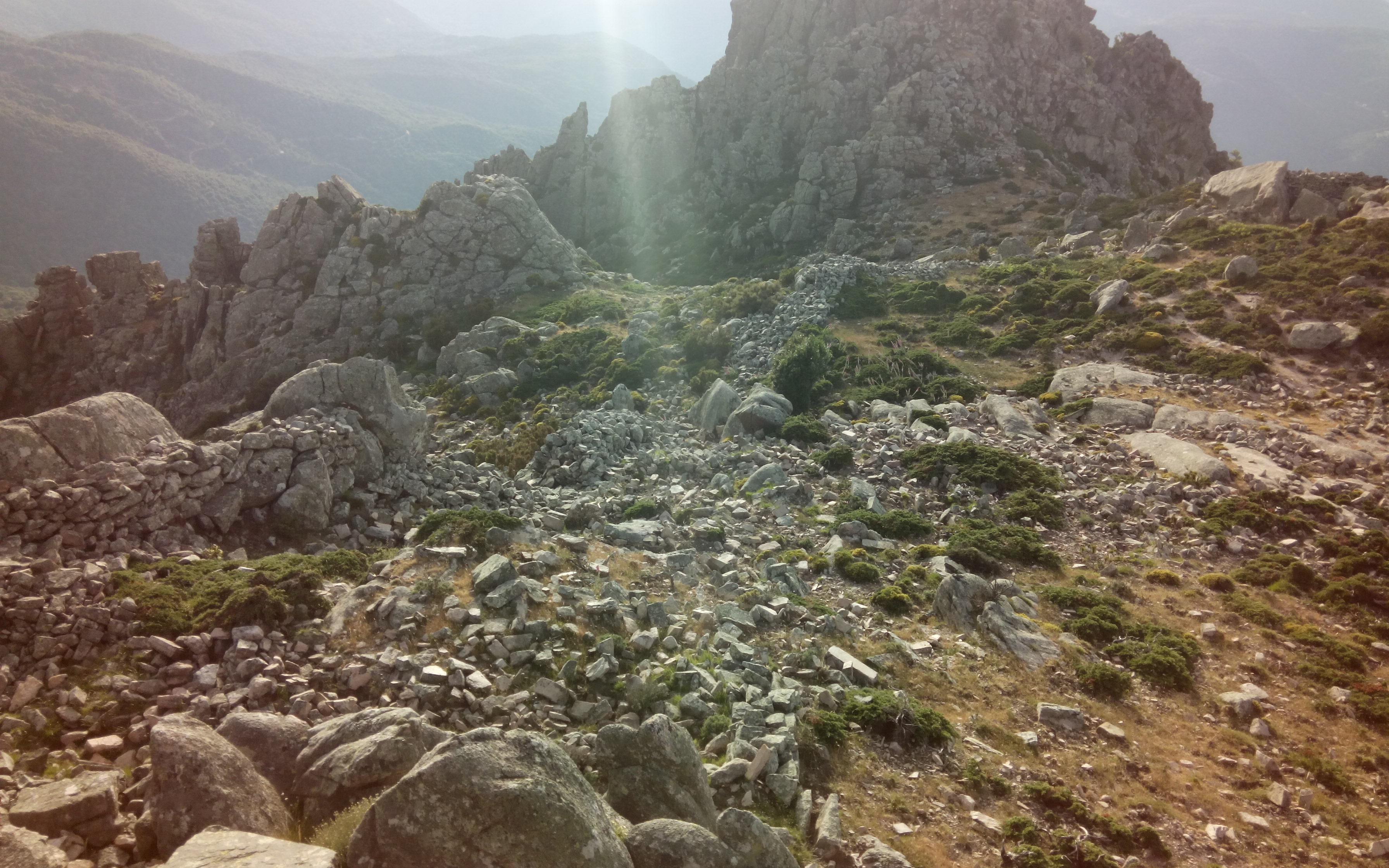
Murs sud et ouest
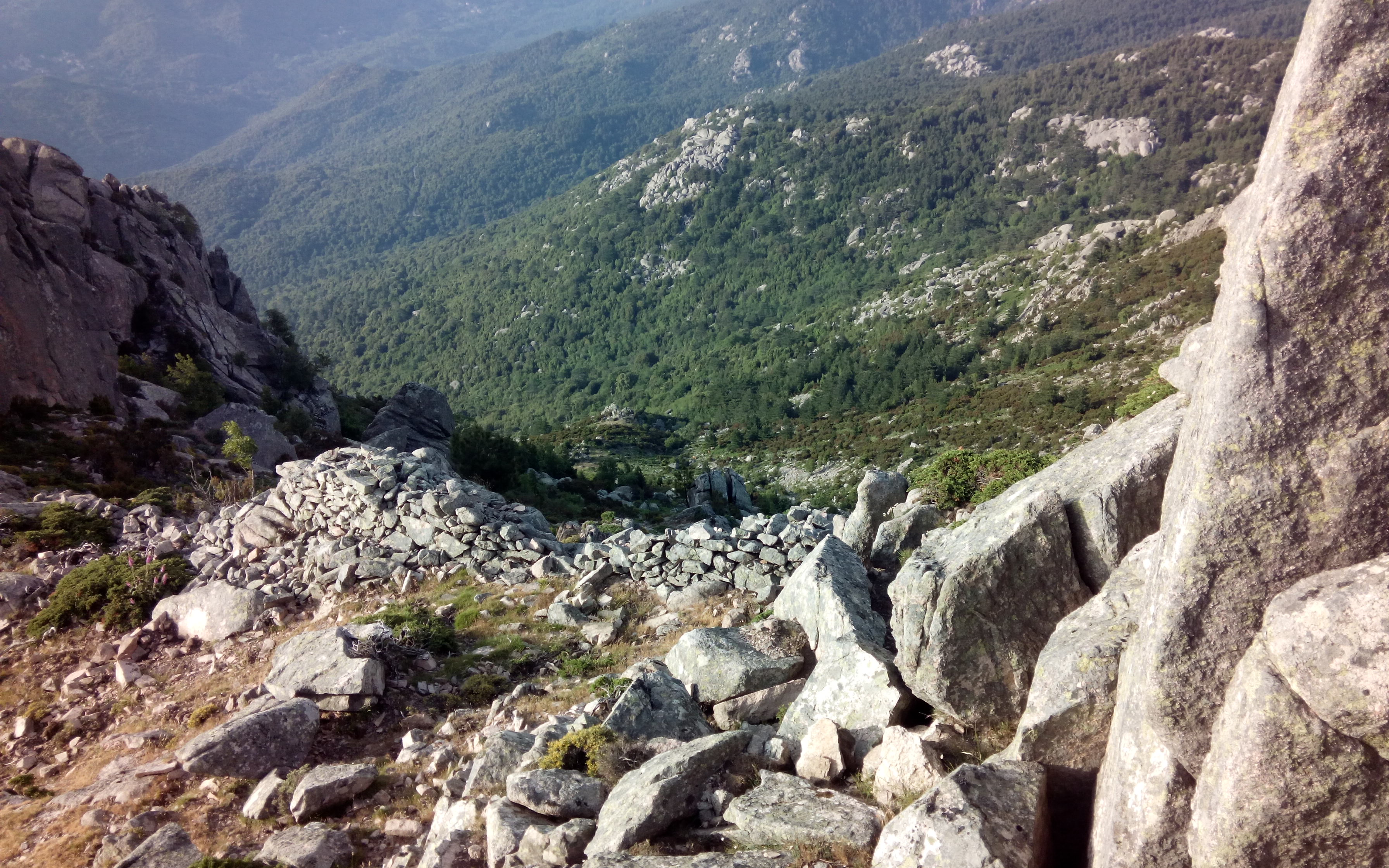
Murs nord
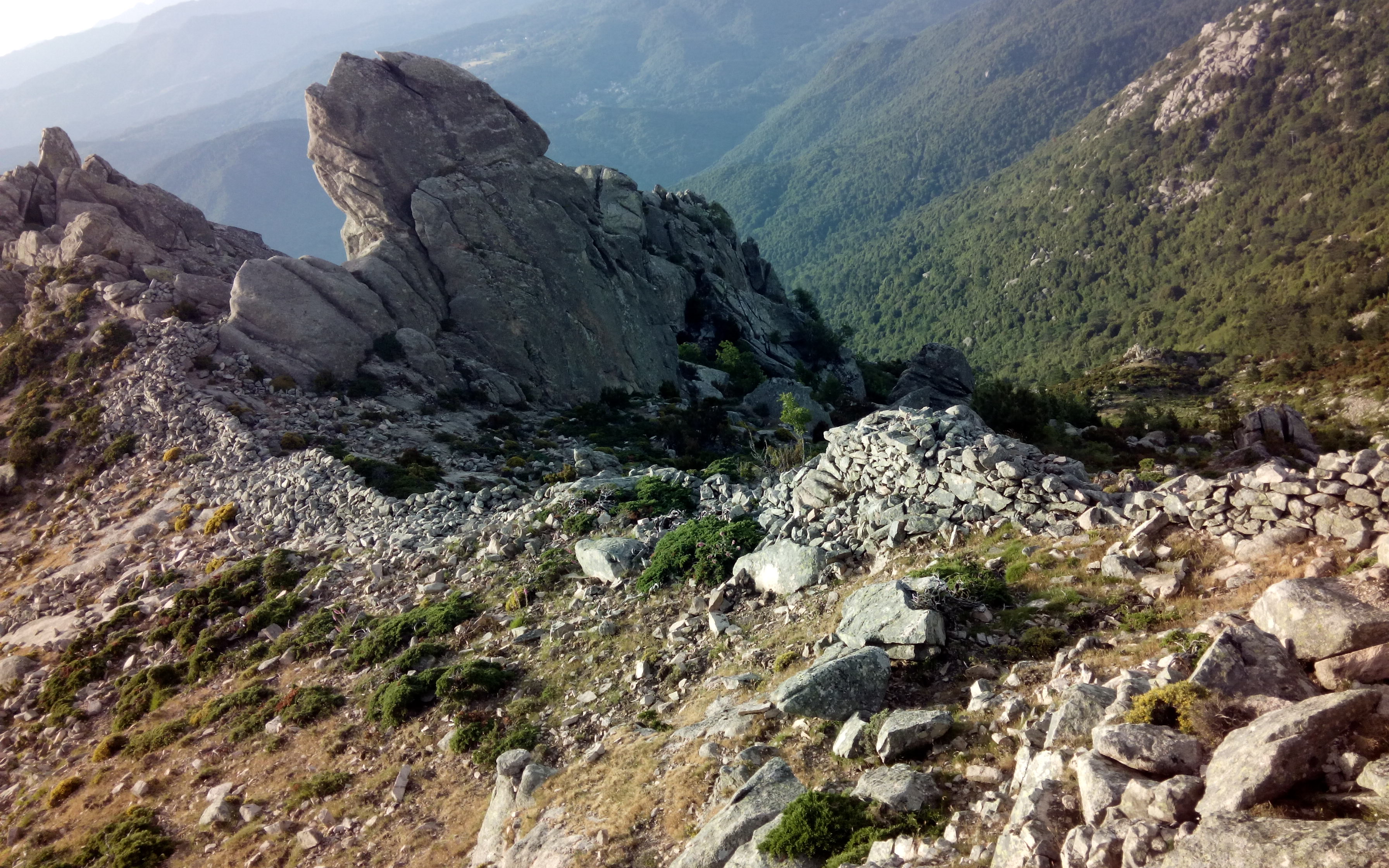
Murs nord et ouest